# Ixodes pacificus
Ixodes pacificus – gatunek roztocza z rzędu kleszczy i rodziny kleszczowatych.
Osobniki dorosłe mają około 3 mm długości i odznaczają się obecnością silnie zesklerotyzowanej tarczki grzbietowej, ubarwionej ciemnobrązowo lub czarno, bez białych znaków. Tarczka ta u samców pokrywa cały grzbiet, zaś u samic, nimf i larw tylko jego część. Nimfy i dorosłe są ośmionożne, zaś larwy mają tylko 6 odnóży.
Cykl życiowy tych kleszczy trwa około dwóch lat. Szczyt aktywności larw przypada na późną wiosnę pierwszego, a nimf drugiego roku. W trakcie cyklu gatunek ten pasożytuje na trzech żywicielach, zmieniając ich po każdej wylince między stadiami. Kleszcz ten zasiedla środkową część zachodniego wybrzeża Ameryki Północnej.
Kleszcze te pasożytują m.in. na psach i kotach, przez co mają duże znaczenie weterynaryjno-medyczne. Są one wektorami krętków Borrelia burgdorferi, wywołujących boreliozę. Wyniki badań opublikowane w 1985 wykazały, że 1,96% populacji kleszczy z południowo-zachodniego Oregonu i 1,13% z północnej Kalifornii jest nosicielami tych bakterii. Gatunek ten przenosi również wywołujące dur powrotny krętki Borrelia miyamotoi oraz wywołujące anaplazmozę bakterie Anaplasma phagocytophilum. Wyniki badań przeprowadzonych w hrabstwie Santa Clara i opublikowanych w 2001 roku wykazały, że 19,2% tamtejszej populacji I. pacificus zainfekowane jest bakteriami z rodzaju Bartonella, mogącymi wywoływać różne bartonelozy.